# 拟白斑猎蛛
拟白斑猎蛛（学名：Evarcha paralbaria）为跳蛛科猎蛛属的动物。在中国大陆，分布于浙江、湖北、湖南、福建等地。该物种的模式产地在武陵山。